# Thelairosoma brunnescens
Thelairosoma brunnescens là một loài ruồi trong họ Tachinidae.